# Alessandro de Col
Alessandro de Col, detto Sandro (... – 1950), è stato un canottiere e dirigente sportivo italiano.
Insieme a Michelangelo Bernasconi vinse quattro Campionati europei di canottaggio nel due di coppia, fra il 1926 e il 1930.